# Тоне Кропушек
Тоне Кропушек (Зибика 2. септембар 1928 — јун 2017), политолог, учесник Народноослободилачке борбе, друштвено-политички радник СФР Југославије и СР Словеније. 

## Биографија
Тоне Кропушек рођен је 2. септембра 1928. године у селу Зибика, код Шмарја при Јелшах. Завршио је Високу школу политичких наука. Од 1944. године био је секретар Савеза комунистичке омладине Југославије у бригади „Милош Зиданшек“.
После рата радио је у привреди до 1950. године, а затим обављао разне дужности у друштвено-политичким организацијама:
- организациони секретар Среског комитета и председник Среског комитета Народне омладине Словеније у Марибору
- председник Централног комитета Народне омладине Словеније
- политички секретар Градског комитета Савеза комуниста Марибор
- посланик Републичке скупштине Првог, Другог и Трећег сазива
- за члана Централног комитета Савеза комуниста Словеније биран на Четвртом, Петом и Шестом конгресу СК Словеније
- члан Републичке конференције Социјалистичког савеза радног народа Словеније од 1966. године
- председник Републичког већа Савеза синдиката Словеније
- члан Председништва Републичке конференције ССРН Словеније

Одликован је Орденом Републике са сребрним венцем.